# Carinska služba
Carina ali carinska služba je represivna uradniška organizacija, ki se tradicionalno ukvarja s carinskim nadzorom nad uvozom in izvozom carinskega blaga ter pobiranjem davščine, ki se opira na prehod carinskega blaga preko meje, in ki se prav tako imenuje carina.

## Izvor besede
Oznake za carino v več evropskih jezikih izhajajo iz latinskega izraza teloneum (dajatev), od tod izvira npr. nemška oznaka Zoll in tudi slovenski izraz carina, čeprav nekateri za slednji izraz podajajo sporno razlago, da gre za dajatev za carja.

## Zgodovina carinske službe
Pobiranje carin se je pojavilo že v antičnem času v starih civilizacijah kot so Judeja, Egipt, Grčija v času helenizma, Mezopotamija za časa Selevkidov, antična Indija, antična Kitajska ter Rimski imperij. V Rimskem imperiju se je z vzponom cesarstva pojavil kompleksen carinski sistem, ki spominja na sodobne carinske službe: s pobiranjem carine (portorium) se je takrat ukvarjalo okrog 20.000 carinikov. Rimska država je za prehod med carinskimi regijami poznala notranje carine, kjer se je carinska stopnja gibala okrog 2-5 % od vrednosti blaga, poleg tega pa še carine na samih mejah imperija, kjer so uporabljali znatno višje carinske stopnje – na vzhodni meji je imel portorium stopnjo okrog 25 % od vrednosti blaga. Iz leta 136 n.š. je ohranjen najstarejši primerek rimskega tarifnega sistema, ki je Rimljanom na področju Palmire omogočil pobiranje carin po različnih carinskih stopnjah za različne carinske izdelke, hkrati pa je to tudi najstarejši poznani tarifni sistem. V srednjeveškem času pred moderno dobo je pobiranje carine pomenilo pobiranje dajatev, ki se danes imenujejo mostnine in cestnine, z vzponom modernega kapitalističnega gospodarstva in trgovinske menjave pa se je oblikovala moderna carinska služba, katere temeljna naloga je bila pobiranje carine kot dajatve za blago, ki se uvaža v določeno državo, izvaža iz določene države ali pa se čez določeno državo prepelje, namen pobiranja te dajatve pa je bil ovirati tujo konkurenco in pospeševati domačo gospodarsko rast. Tako so se z izjemo Združenega kraljestva, ki je prevzelo prvenstvo v gospodarskem razvoju 19. stoletja, ostale evropske dežele zaščitile s carinami.
Med tem, ko se je težišče carinskega dela premikalo na meje nastajajočih narodnih kapitalističnih gospodarstev, se je znotraj teh gospodarstev carina praviloma umikala. Primer je nastajanje nemškega gospodarskega prostora, kjer se je leta 1834 oblikovala carinska zveza med Prusijo, Bavarsko, Saško, Turingijo in Würtenbergom, leta 1867 pa je nastala nova nemška carinska zveza, ki je vključevala vse nemško ozemlje razen Avstrije. Tako lahko na primeru Nemčije trdimo, da je kombinacija carin, ki so varovale nemško carinsko unijo, in novih proizvodov prinašala velike dobičke. Velik gospodarski uspeh Nemčije so nekateri povezovali z ukinjanjem carin med nemškimi državicami- glede carin se pristaši liberalizma zavzemajo za njihovo odpravljanje, ker da povzročajo neučinkovitost in manjši narodni dohodek, ki pa gre na račun dobička in ne na račun delavstva, pristaši protekcionizma pa trdijo, da uvozna carina povečuje narodni dohodek in izboljšuje standard delavskega razreda. Primerjalno gledano je povečanje gospodarske rasti in konkurenčnosti na osnovi ukinjanja carin znotraj gospodarskih območij vprašljive narave: v 17. stoletju, ko še ni bilo poleta industrijske revolucije, ukinitev carin med francoskimi pokrajinami sploh ni imela posebnih gospodarskih učinkov, v Veliki Britaniji pa so se mitninske postaje do 19. stoletja preoblikovale v sodobne cestninarje, ki so s pobiranjem cestnin pomagali financirati gradnjo novih cest.
Nastajanje Evropske unije v drugi polovici 20. stoletja je bilo zelo povezano z ukinjanjem notranjih carin. Na svetovni ravni je s pojavom novega liberalizma na splošno spodkopan tradicionalni temelj carinske službe. Splošni sporazum o trgovini in carinah (GATT) je v svoji končni različici uspel prodreti z neoliberalnim načelom postopnega zniževanja carinskih stopenj (liberalizacija), iz GATT-a pa je leta 1994 nastala Svetovna trgovinska organizacija (WTO), ki temu načelu še naprej ostaja naklonjena.

## Carinska služba danes
Z zatonom vloge carinskih dajatev se predvsem carinske službe v razvitih državah danes usmerjajo k drugim nalogam, tako da v skladu z zakonodajo posamezne države pokrivajo več ali manj področij kot so pobiranje prometnega davka oziroma davka na dodano vrednost, nadzor nad vnosom ali iznosom in prometom drog ter orožja, nadzor nad prenosom ogroženih živalskih in rastlinskih vrst čez državno mejo, zaščita domačega gospodarstva pred terorizmom in pred vnosom kužnih bolezni ljudi, živali in rastlin, nadzor cestnih vinjet, nadzor prevozov v cestnem prometu, pobiranje trošarin, pri članicah Evropske unije pa je carinski službi naloženo tudi izvajanje skupne kmetijske politike. Že v času v času Rimljanov je bilo jasno, da privatna oblika carinske službe (publikani) prinaša več škode kot koristi. Toda v Bangladešu je pod vplivom neoliberalne doktrine vseeno prišlo do privatizacije carinske službe, kjer so carinske naloge izvajale agencije, vendar so bile posledice privatizacije neugodne.
V Evropski uniji carinske službe omogočajo in nadzirajo sledeče carinske postopke: .
- Uvozni postopki:
  - sprostitev v prosti promet
  - carinsko skladiščenje
  - aktivno oplemenitenje
  - predelava pod carinskim nadzorom
  - začasni uvoz.
- Izvozni postopki:
  - redni izvoz
  - pasivno oplemenitenje
- Tranzitni postopek

## Znani cariniki
- apostol Matej [13]
- Franc Košir
- Herman Melville[14]
- Henri Rousseau [15]
- Thomas Paine[16]
- Vuk Stefanović Karadžić[17]